# Насі
Насі (кит. трад. 納西族, спр. 纳西族, піньїнь: Nàxī Zú, етнонім: ¹na²khi) — народ який мешкає у передгір'ях Гімалаїв, у північно-західній частині провінції Юньнань, а також південно-західній частині провінції Сичуань Китаю. Загальна чисельність — 308 839 осіб, за переписом 2000 року, з них 300 000 осіб мешкає у провінції Юньнань. Входять до переліку 56-ти офіційно визнаних народів Китаю.

## Мова

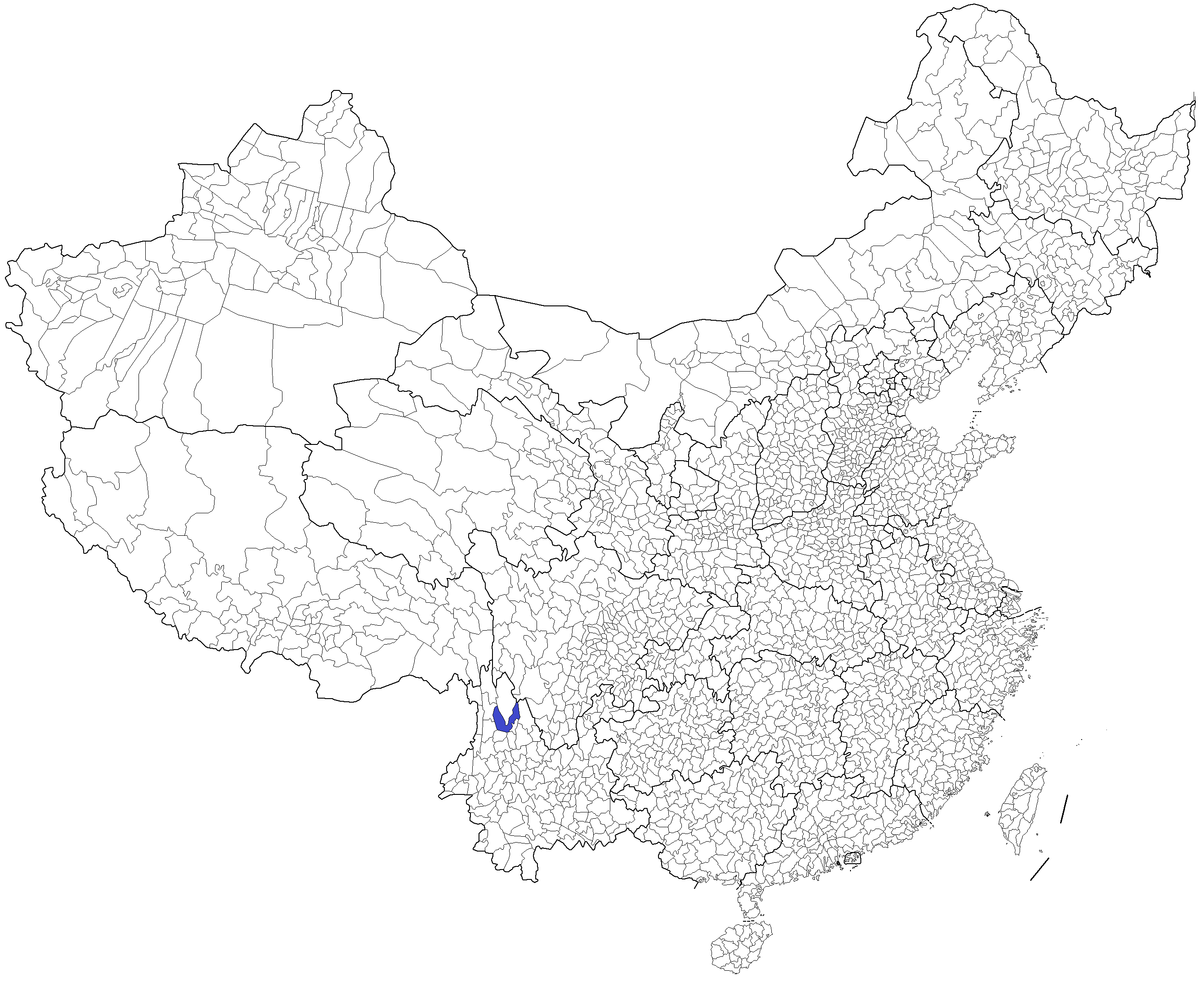
Визначені урядом КНР автономії насі

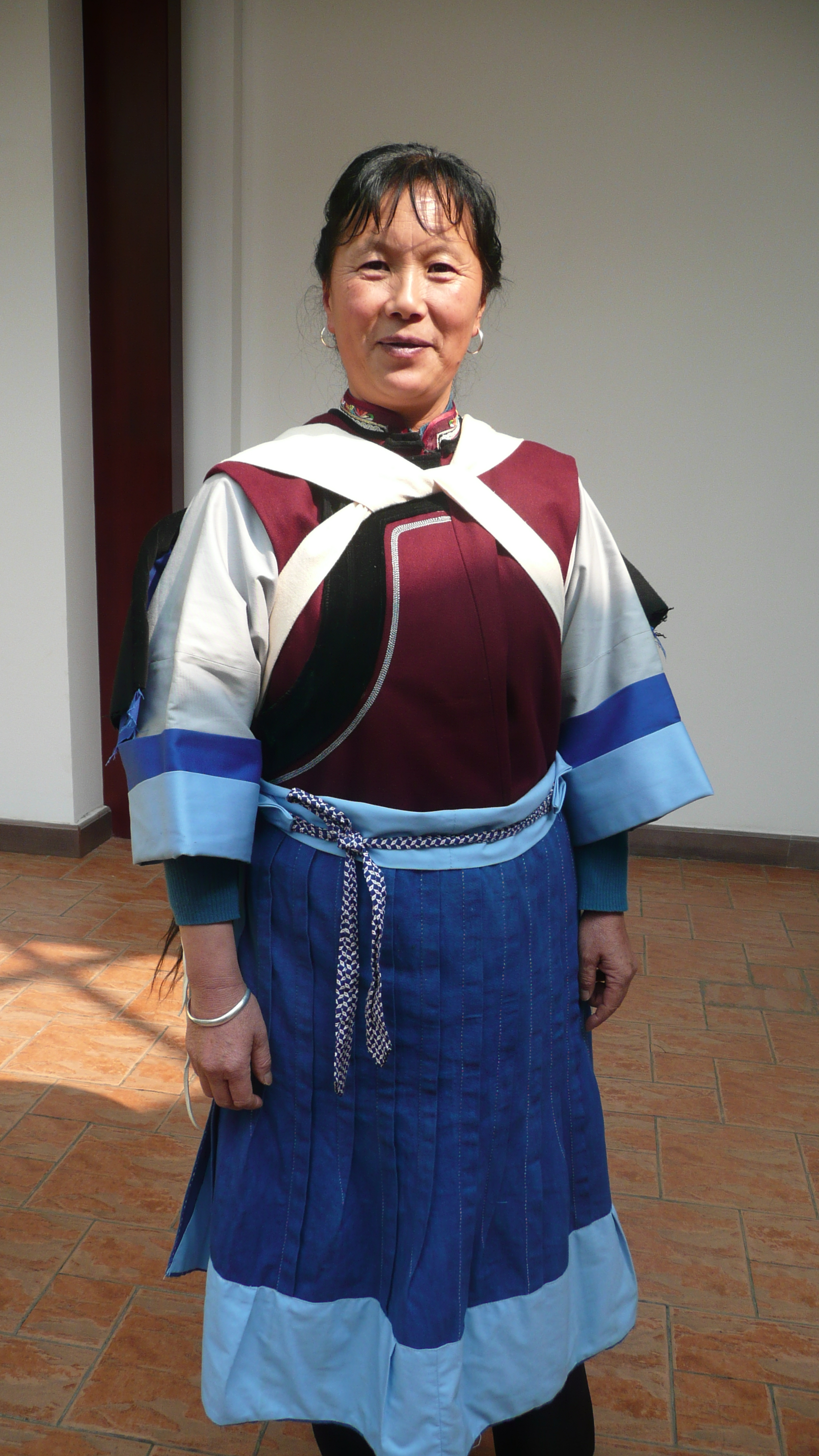
Жінка насі у традиційному вбранні

Насі мають свою мову, яка відноситься до тибето-бірманської групи мов. Насійська мова використовується усіма верствами та віковими групами населення. Нею ведеться викладання в початковій школі, видаються газети та художня література, ведуться теле- і радіопередачі. Уже понад тисячу років насі користуються складовим письмом дунба (близько 1000 знаків) та ґеба, якими створена власна література.
Основне заняття — землеробство (рис, кукурудза). Є розвинена музична культура.
У насі зберігається самобутня матеріальна культура (зрубні житла, одяг тощо) і значні матрилінійність і матрилокальність (з переважаючою власністю дружин на будинок і землю); у народності мосуо, етнічно відмінної, що включається Пекіном до насі, також поширений звичай «чоловіків, що приходять», що робить їх популярним об'єктом вивчення етнографів.
У XIV—XVIII століттях в Ліцзяні правила династія Му місцевих правителів, васальних Китаю.